# Island Days
Island Days (укр. Острівні дні) — відеогра-візуальна новела 2014 року в жанрі tower defense, розроблена Klon у співпраці з 0verflow для платформи Nintendo 3DS, що випущена в Японії 3 липня 2014 року. Частина серії візуальних новел Days від 0verflow.

## Сюжет
Історія розповідає про Макото Ітоу та його супутниць, які опинилися на віддаленому острові. В очікуванні порятунку Макото та інші мусять робити все можливе, щоб вижити на острові.

## Ігровий процес
Гра складається з двох основних частин: сюжетної та бойової. Сюжетна частина має типову структуру візуального роману, в якому головна героїня, Макото, взаємодіє з різними жіночими персонажами та будує з ними стосунки. Бойова частина — це гра в жанрі tower defense, в якій Макото та дівчата повинні захищати свої запаси їжі від диких тварин. Оскільки персонажі втрачають здоров'я під час участі в боях, гравці повинні бути уважними, щоб керувати тим, хто супроводжує Макото в боях. Як і в багатьох візуальних романах, сюжет може розвиватися по-різному залежно від дій гравця або від потенційних смертей серед персонажів.